# Halten
Halten is een gemeente en plaats in het Zwitserse kanton Solothurn en maakt deel uit van het district Wasseramt.
Halten telt 843 inwoners.